# The Dark Eye: Memoria
The Dark Eye: Memoria is een point-and-click adventure van Daedalic Entertainment uit 2013. Het is het vervolg van The Dark Eye: Chains of Satinav. Beide spellen zijn gebaseerd op de fictieve leefwereld uit het rollengezelschapsspel Het Oog des Meesters.

## Spelbesturing
Het spel volgt de principes van een klassiek point-and-click adventure waarbij de speler de leefwereld beziet als observator en het hoofdpersonage aanstuurt met muisklikken die de richting aangeven. Verder dient de speler conversaties aan te gaan met andere personages en her en der objecten te zoeken. Deze objecten komen in een inventaris voor later gebruik. Soms dient men objecten in die inventaris verder te bestuderen of samen te voegen met andere om zo tot een nieuw object te komen. Verder is de verhaallijn redelijk lineair. Het spel is opgedeeld in een proloog en acht hoofdstukken.

## Verhaal
Net zoals in het eerste deel bestuurt de speler vogelvanger Geron. Nu Nuri in een raaf is veranderd, wil Geron op zoek gaan naar een manier om haar terug in een elfenvorm te krijgen. Hij ontmoet handelaar Fahi bij start van het spel. Volgens Fahi kan Nuri haar oorspronkelijke vorm terugkrijgen wanneer Geron het mysterieuze lot van de oude heroïsche prinses Sadja achterhaalt. Ze leefde in het exotische land Fasar dat zo'n 450 jaar geleden in vergetelheid geraakte.